# Gresse

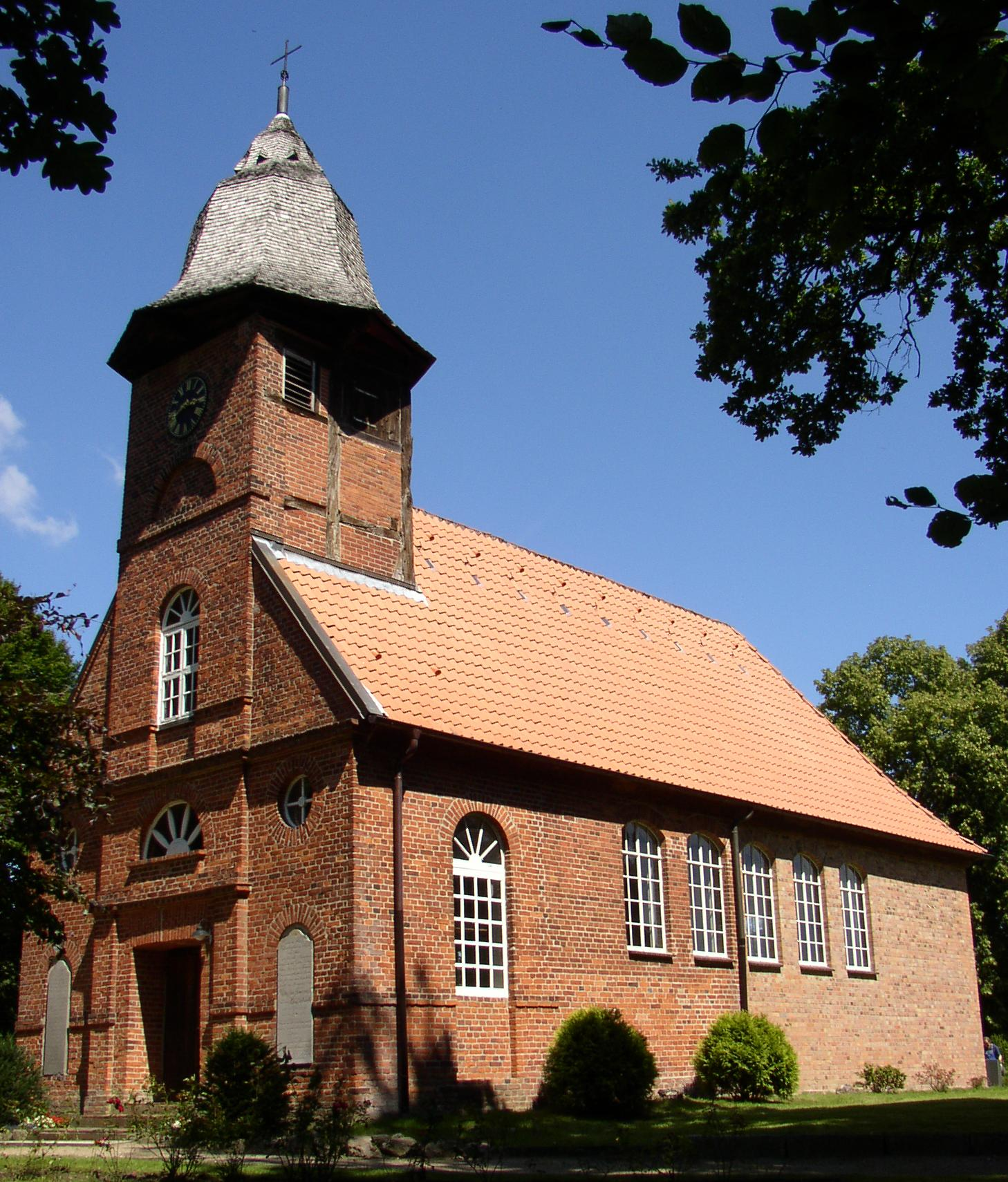
Giáo đường

Gresse là một đô thị ở huyện of Ludwigslust, bang Mecklenburg-Vorpommern, Đức. Đô thị này có diện tích 21,25 km², dân số thời điểm 31 tháng 12 là 653 người.